# Lawrence Summers
Lawrence Henry Summers (sinh ngày 30/11/1954) là một học giả kinh tế, nhà chính trị của Hoa Kỳ. Ông là Thư ký Hội đồng Kinh tế Quốc gia trong chính quyền của Tổng thống Hoa Kỳ thứ 44 Barack Obama. Ông từng nhận giải John Bates Clark vì những đóng góp của ông cho lý luận kinh tế học, từng là nhà kinh tế trưởng của Nhóm Ngân hàng Thế giới, là hiệu trưởng Đại học Harvard và hiện vẫn là giáo sư kinh tế của Đại học Harvard. Ông cũng từng là Bộ trưởng Tài chính (Hoa Kỳ) trong nội các của Tổng thống Bill Clinton. Ông là người ủng hộ mạnh mẽ tự do hóa thương mại và toàn cầu hóa.

## Tiểu sử
Lawrence Summers sinh tại New Haven, Connecticut. Cha và mẹ ông đều là giáo sư kinh tế của Đại học Connecticut. Ông có họ hàng với hai nhà kinh tế đoạt giải Nobel là Paul Samuelson và Kenneth Arrow (cha của Lawrence là Robert là anh em ruột của Paul Samuelson nhưng đã đổi họ từ Samuelson thành Summers; còn mẹ là Anita, tên thời con gái là Anita Arrow, là em gái của Kenneth Arrow).
Khi mới 16 tuổi, Lawrence Summers đã trở thành sinh viên ngành vật lý của Đại học Harvard, nhưng ông sớm chuyển sang theo đuổi ngành kinh tế học. Năm 1982, ông nhận học vị tiến sĩ kinh tế tại trường Harvard (giáo sư hướng dẫn là Martin Feldstein). Từ đó ông trở thành giảng viên kinh tế học của cả Đại học Harvard lẫn Học viện công nghệ Massachusetts. Năm 1983, khi mới 28 tuổi, ông là giáo sư trẻ vào loại nhất của Đại học Harvard.

## Học giả kinh tế
Với tư cách là học giả kinh tế, Lawrence Summers là người nổi tiếng. Ông đã có những đóng góp quan trọng về mặt học thuật trong các lĩnh vực tài chính công, kinh tế học lao động, tài chính tiền tệ, kinh tế học vĩ mô. Năm 1987, ông là học giả lĩnh vực khoa học xã hội đầu tiên được Quỹ Khoa học Quốc gia (Hoa Kỳ) trao giải Alan T. Waterman. Năm 1993, ông được Hội Kinh tế Hoa Kỳ trao giải John Bates Clark. Hiện ông là viện sĩ Viện Hàm lâm Khoa học Quốc gia (Hoa Kỳ).

## Quan chức

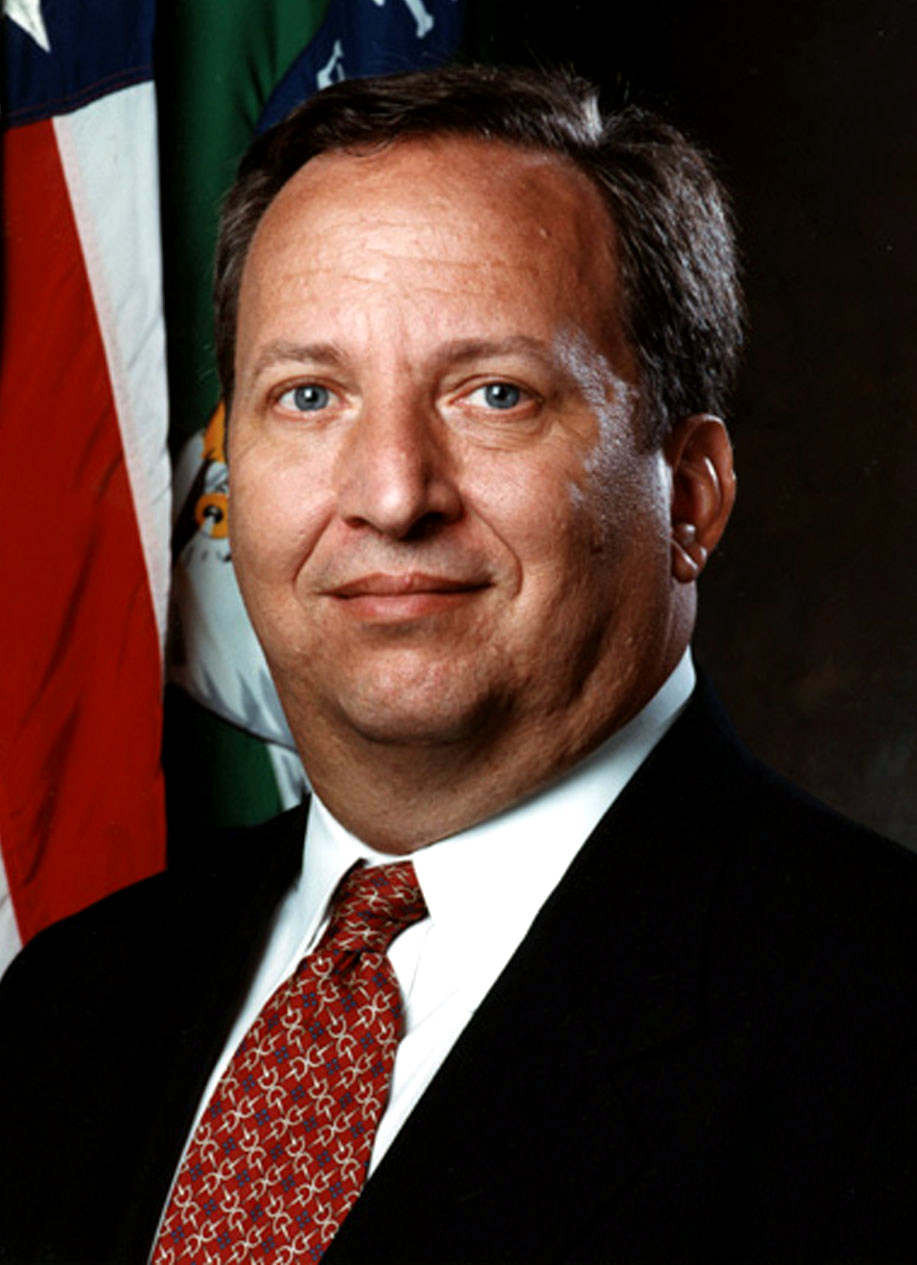
Chân dung của Summers khi ông là Bộ trưởng Ngân khố Hoa Kỳ

Summers từng là thành viên Hội đồng tư vấn kinh tế cho Ronald Reagan từ năm 1982 đến 1983, từng là cố vấn kinh tế cho Dukakis trong chiến dịch tranh cử năm 1988.
Năm 1991, Summers được bổ nhiệm làm nhà nghiên cứu trưởng của Nhóm Ngân hàng Thế giới cho đến năm 1993.
Năm 1995, ông được bổ nhiệm là Thứ trưởng Bộ Tài chính (phó cho Robert Rubin) và từ năm 1999 làm Bộ trưởng thay Rubin.
Năm 2001, ông trở về Đại học Harvard làm hiệu trưởng và ở vị trí đó cho đến năm 2006.